# Lamelläre Ichthyose
Die Lamelläre Ichthyose (LI) ist die häufigste Form der autosomal-rezessiven kongenitalen Ichthyose und eine  angeborene Erkrankung mit einer bereits bei Geburt bestehenden Schuppenbildung am ganzen Körper, aber ohne Erythrodermie.
Mitunter werden unter der Bezeichnung „lamelläre Ichthyose“ mehrere genetisch heterogene Erkrankungen, auch eine autosomal-dominante Form, zusammengefasst.
Synonyme sind: Ichthyose, kongenitale lamelläre; Ichthyose, lamelläre, klassische Form; lamelläre Desquamation bei Neugeborenen; lateinisch Ichthyosis lamellaris; Ichthyosis lamellosa; Exfoliatio oleosa neonatorum, englisch Nonbullous congenital ichthyosis

## Verbreitung
Die Häufigkeit wird mit 1 bis 9 zu 1.000.000 angegeben, die Vererbung erfolgt autosomal-rezessiv.

## Ursache
Die Erkrankung ist genetisch heterogen.
Ursache sind folgende nachgewiesene Mutationen, vergleiche auch Kongenitale ichthyosiforme Erythrodermie (CIE):
- TGM1-Gen auf Chromosom 14 Genort q11, (häufigste Veränderung), welches für die Transglutaminase 1 kodiert[3]
- ABCA12-Gen auf Chromosom 2 (2q34), welches für einen ATP-binding cassette (ABC)-Transporter kodiert.[4]
- ALOX12B-Gen auf Chromosom 12 (17p13), welches für die Arachidonat-12(R)-Lipoxygenase kodiert.
- NIPAL4-Gen auf Chromosom 5 (5q33), welches wahrscheinlich für einen Membranrezeptor kodiert[5]

sowie
- ALOXE3-Gen auf Chromosom 17 (17p13), welches für die Arachidonat-Lipoxygenase-3 kodiert.[6][7]
- CYP4F22-Gen auf Chromosom 19 Genort p13.12[8]
- LIPN-Gen auf Chromosom 10 Genort q23.31[9]
- SULT2B1-Gen auf Chromosom 19 Genort q13.33[10]

## Klinische Erscheinungen
Klinische Kriterien sind:
- Manifestation als Neugeborenes häufig durch eine Kollodium-Membran, Ektropium der Augenlider und Lippen
- Abstoßung der Membran nach 1 bis 2 Wochen
- Schuppen auf dem gesamten Körper, entweder große, dunkle und plattenförmige oder hellere und dünnere Schuppen
- Keine Erythrodermie
- Juckende oder schmerzhafte Haut mit eingeschränkter Beweglichkeit

Zwischen LI und CIE gibt es zahllose Übergänge, das klinische Bild kann sich mit der Zeit auch wandeln.

## Differentialdiagnose
Abzugrenzen sind:
- syndromale Formen der Ichthyose
- X-chromosomal-rezessive Ichthyose
- Autosomal-dominante Ichthyose
- Kongenitale ichthyosiforme Erythrodermie